# HD 194577
HD 194577，又名BD+20 4559，SAO 88664、HR 7811，是一颗恒星，视星等为5.66，位于銀經63.02，銀緯-9.48，其B1900.0坐标为赤經20h 21m 15.2s，赤緯+21° -9.48′ 1″。